# Trainingsbergwerk Recklinghausen

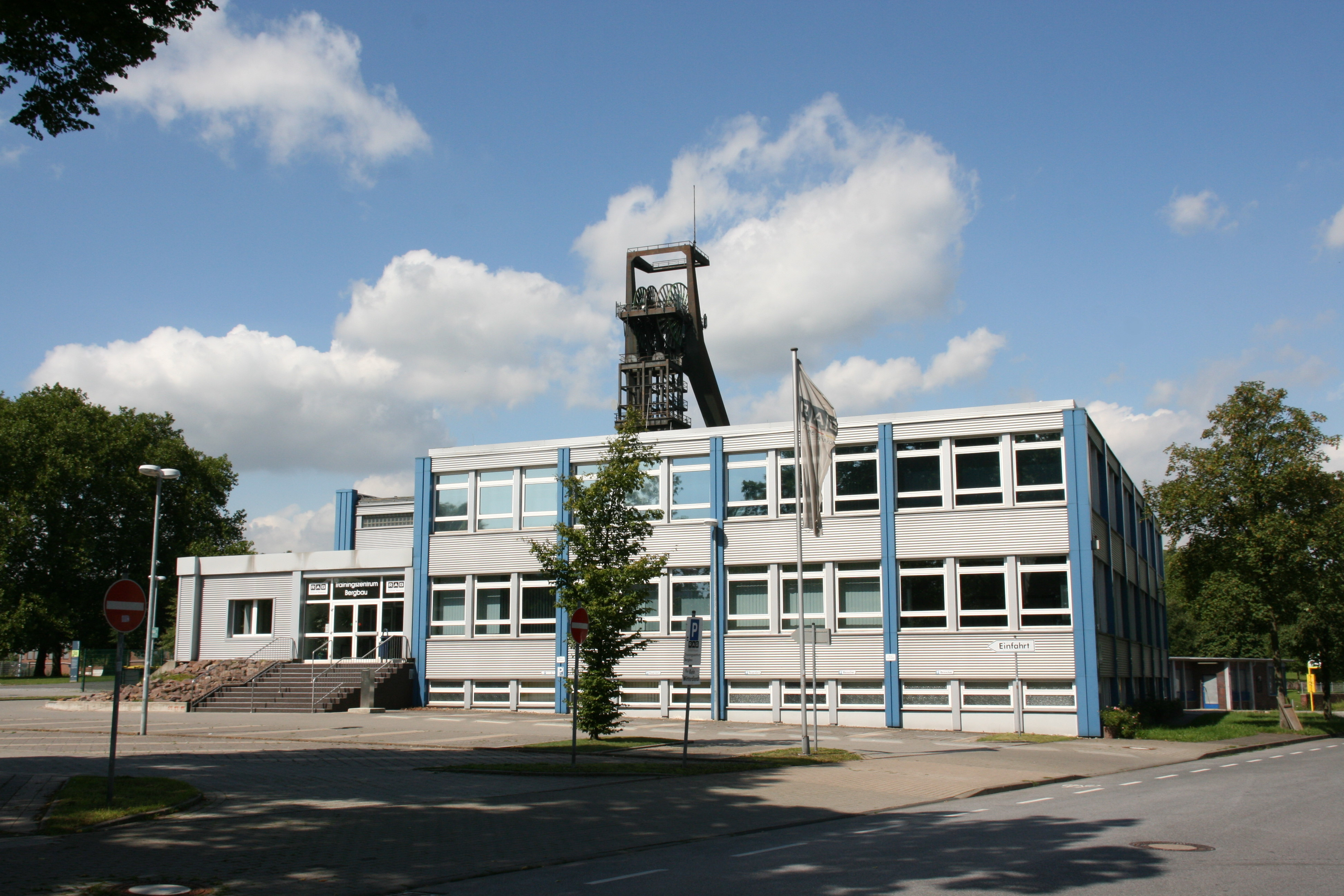
Hauptgebäude des Trainingszentrums, im Hintergrund das Fördergerüst von Zeche Recklinghausen II „Konrad Ende“

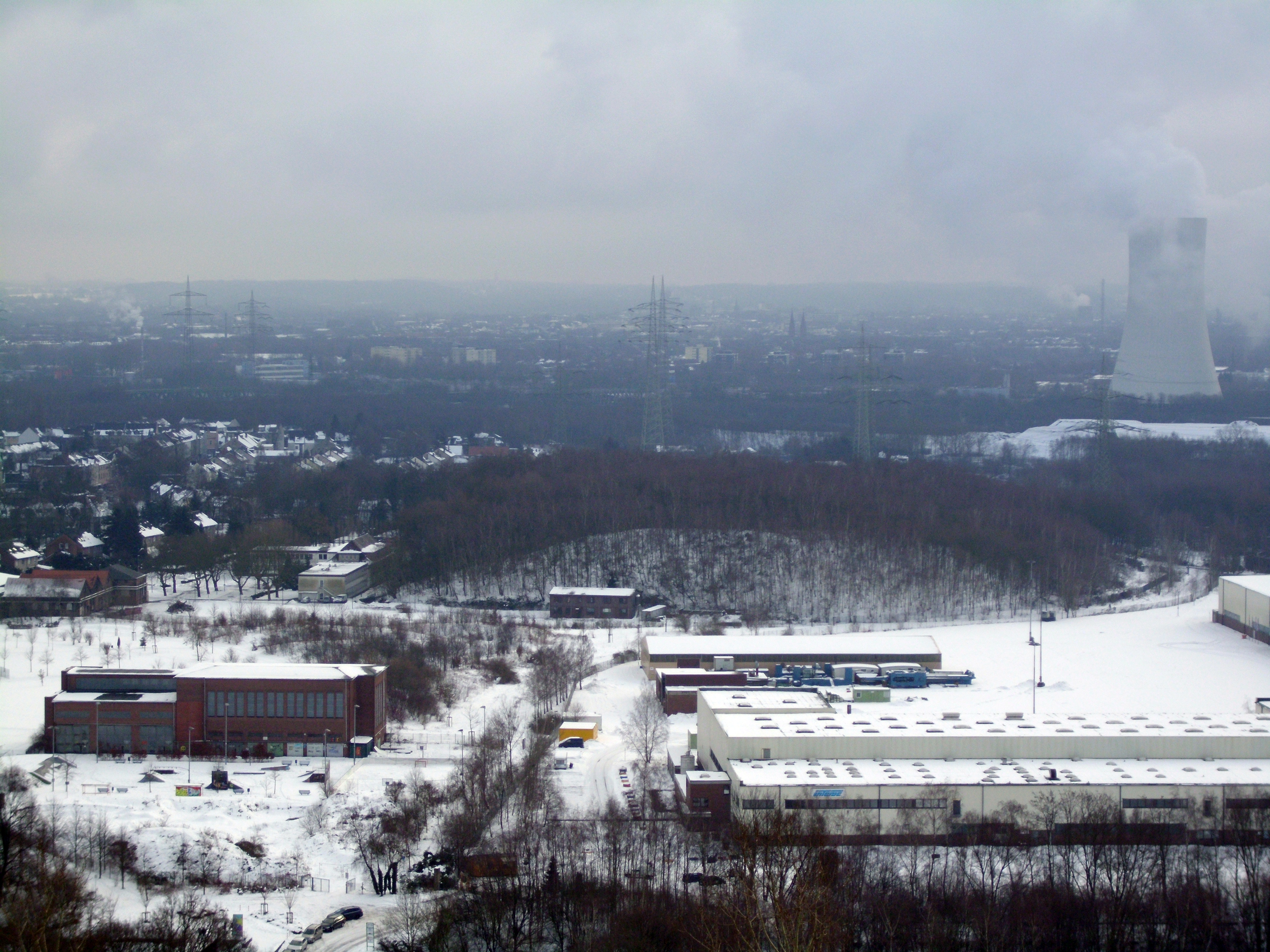
Trainingsbergwerk und Bergehalde von Halde Hoheward aus gesehen

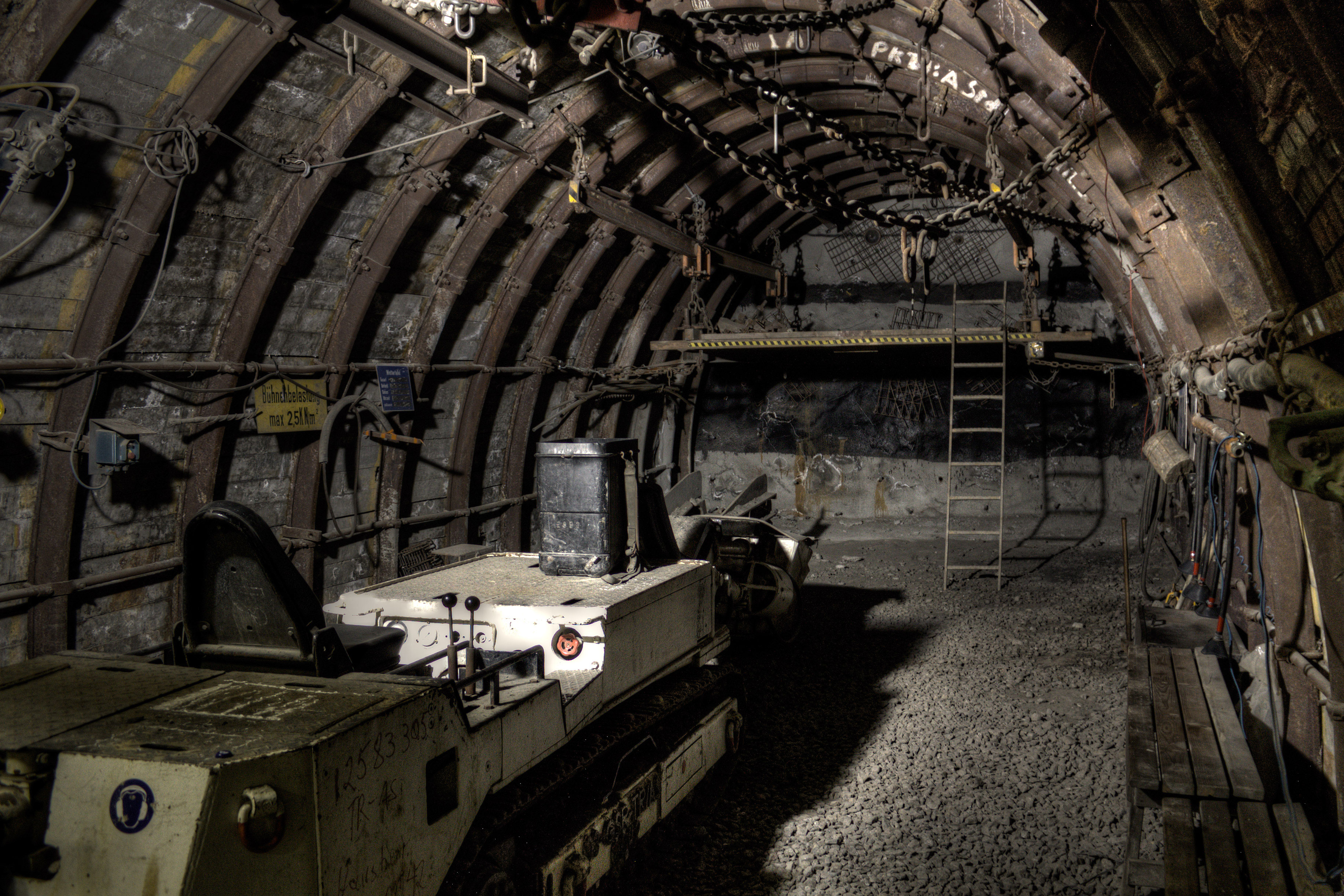
Streckenausbau im Trainingsbergwerk Recklinghausen

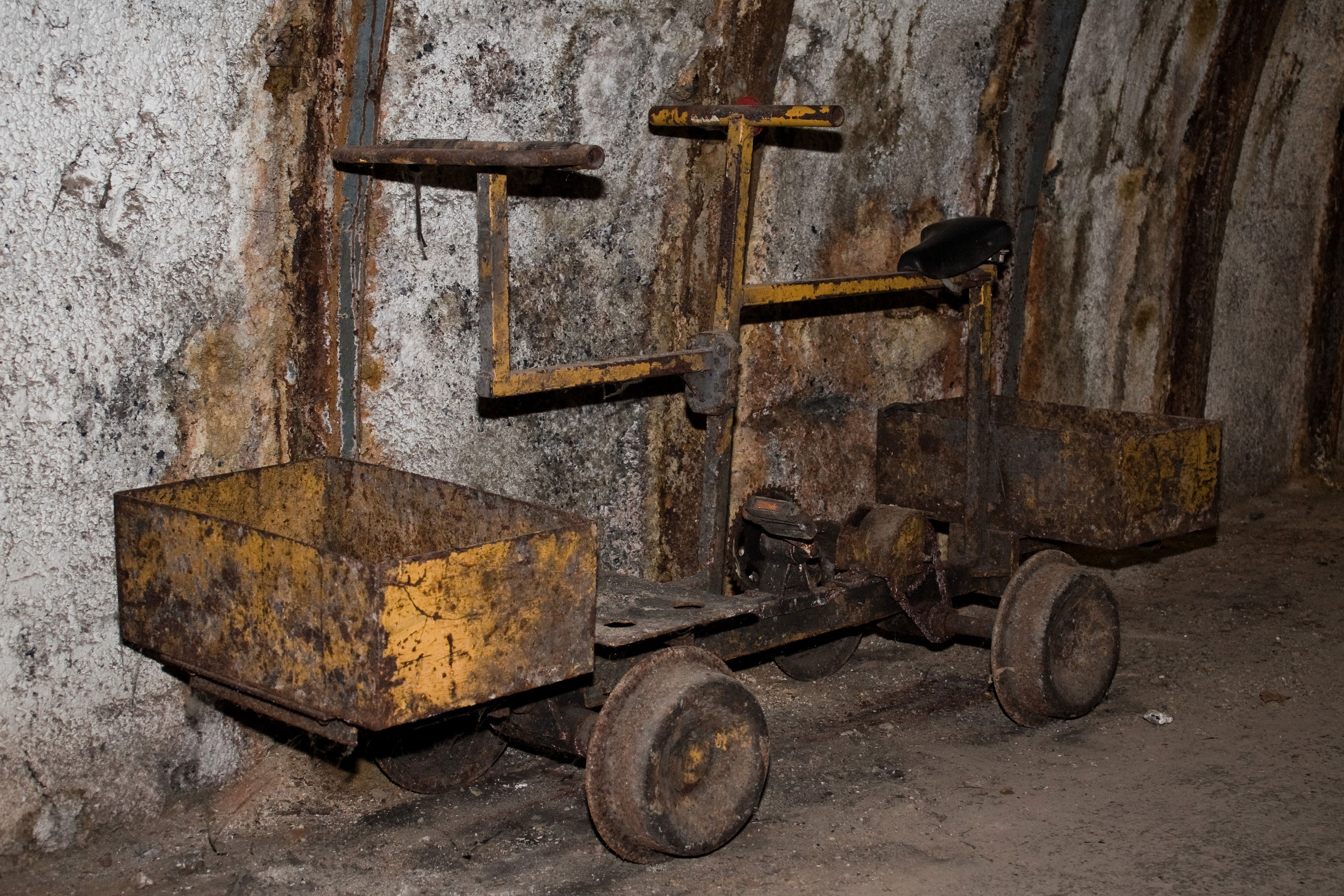
Altes Grubenfahrrad im Trainingsbergwerk Recklinghausen

Das Trainingsbergwerk Recklinghausen befindet sich in der Bergehalde der Zeche Recklinghausen in Recklinghausen-Hochlarmark.

## Vorgeschichte
Ab 1869 wurde das taube Gestein aus den beiden ersten Schächten der Zechen Recklinghausen I & II direkt an der Wanner Straße aufgeschüttet und verdichtete sich mit der Zeit. Während des Zweiten Weltkriegs wurde darin der Stollenbunker „Wanner Straße“ für die Bergarbeiter und die Anwohner der Dreieck-Siedlung angelegt. Für diese Arbeit kamen auch Kriegsgefangene zum Einsatz. Der Bunker bot Platz für über 900 Menschen, war vor allen Dingen als Lazarett, Kranken-, sowie Geburtenstation gedacht und galt in der Bevölkerung, im Vergleich zu den übrigen öffentlichen Bunkern, als besonders sicher. Auf der Halde wuchs im Laufe der Zeit ein dichter Baumbestand heran. Die Haldenhöhe macht sich neben der benachbarten Halde Hoheward eher unscheinbar aus.

## Einrichtung und Weiterentwicklung
Die zwischenzeitlich aufgelassenen Schutzeinrichtungen wurden 1975, kurz vor der Schließung des Schachtes II, wieder geöffnet, weiter aufgefahren und als Lehrstollen, auch Technische Übungsstätte und Trainingsbergwerk genannt, für und von Auszubildende der RAG ausgebaut. Insgesamt entstand ein Streckennetz von 1400 m Länge mit verschiedenen, auch übertägigen Schulungs- und Veranstaltungsräumen. Die Strecken wurden mit einem Profilausbau aus Stahl versehen, an einigen Stellen finden sich auch verschiedene technische Variationen im Ausbau. Über die Zeit wurden drei verschiedene Strebe mit Walzenschrämlader, Hobel, Abbauhammer und Streckenförderer eingerichtet. Sie werden getragen von einem nachgebildeten Holzausbau und einem hydraulischen Schildausbau. Dazu wurden noch drei Streckenvortriebe angelegt, ein Schacht abgeteuft sowie sämtliche Technik für die Infrastruktur, Energieversorgung und Bewetterung eingebaut. Die Strecken wurden über weite Teile mit Gleisen oder einer Einschienenhängebahn ausgestattet, an denen die Auszubildenden mit Grubenbahn, Grubenfahrrad, Energiezug und Dieselkatze, die Logistik und den Transport von Mensch und Material erlernen sollten. Dabei galt dem Arbeitsschutz und der Arbeitssicherheit immer das höchste Gebot. Im Vortrieb wurden die besondere Arbeitsweise im Gestein und der Schutz vor Gesteinsstaub geschult, sowie verschiedene Ausbau-, Sicherungs- und Verfüllungsarbeiten. Die Auszubildenden lernten auch wie die Maschinen instand gehalten werden sollten, erneuerten teilweise die Technik oder führten Reparaturen unter Anleitung selbst durch. Ebenso musste das Streckennetz und der Ausbau kontrolliert oder ausgebessert werden und trotz eigentlich fehlender Konvergenzen lernten die Auszubildenden den Umgang mit dem Senklader. Zu Beginn war es der RAG wichtig, dass die Übungsstätte explizit kein Forschungszentrum zur Erprobung neuer Technologien sein sollte. Gleichermaßen sollten die Maschinen nicht musealisiert wirken. Stattdessen galt es zunächst den Auszubildenden den Status quo der Technik näherzubringen, wie sie es später auf den Zechen vorfinden sollten; weder besonders veraltet, noch experimentell neu. Erst später diente die Übungsstätte den Überwachungsbehörden als Möglichkeit, neue Maschinen in Forschungs- und Erprobungsphasen kostengünstig und nah an den Bedingungen des Untertagebetriebs zu testen.
Alles, was an Technik in einem normalen Bergwerk in großer Tiefe und über weite Flächen verstreut vorhanden ist, kann hier konzentriert an einem Ort ohne lange Anfahrtswege trainiert, geprüft und besichtigt werden. Das „Bergwerk“ wurde von der RAG zu Aus- und Weiterbildungszwecken und als Veranstaltungsort bzw. Marketinginstrument genutzt. Zu den regelmäßigen Veranstaltungen im Trainingsbergwerk gehören auch Andachten und Gottesdienste am Standbild der Heiligen Barbara.
Eine Besonderheit im Trainingsbergwerk ist die Grubenwehrübungstrecke. Die Strecke ist mit einer Vielzahl an Engstellen, Hindernissen und Holzaufbauten versehen, welche etwa die schwierigen Bedingungen bei einer Personenbergung aus einem niedrigen Abbaustreb authentisch simulieren sollen. Hinzu kommen Kriechröhren, Stationen mit Gewichten für Kraftübungen sowie Gasmessgeräte. Die gesamte Strecke kann verdunkelt, in dichten Nebel gehüllt und mit Heizkörpern aufgeheizt werden. Alle Trainingseinheiten absolvieren die Mitglieder der Grubenwehr in voller Schutzausrüstung und zu Teilen mit Atemgerät und Sauerstoffflasche.
Seit 2018 ist das Trainingsbergwerk im Besitz des RVR (Regionalverband Ruhr) mit Zusammenarbeit des Trainingsbergwerk e. V.

## Ausbildungsgänge
Im Laufe der Zeit wurden die technischen Berufsabschlüsse bei der RAG weiter ausdifferenziert und spezialisiert, welche allesamt die Übungsstätte durchlaufen konnten. Ausgebildet wurden neben Bergleuten alle im Bergbau vertretenen Berufsgruppen wie Elektroniker, Mechaniker, Ver- und Entsorger. Insgesamt wurden 44 bergbauspezifische Lehrgänge für Facharbeiter und Techniker angeboten. Parallel zum Ausbildungsbetrieb liefen durchweg unterschiedliche Fort- und Weiterbildungsangebote, wodurch sich Bergleute und Angestellte zusätzliche Qualifikationen erarbeiten konnten. Dazu zählten auch zunehmende Angebote für EDV-Softwares und im IT-Bereich, welche durch die voranschreitende Digitalisierung ab den 1990er- und 2000er-Jahren einen immer wichtigeren Faktor in der Arbeitsweise der Zechen übertage einnahmen. Hierzu dienten zusätzliche Büroräumlichkeiten auf dem Gelände der Übungsstätte.

## Besichtigungen
Der Verein Trainingsbergwerk e.V bietet seit 2018 Führungen im Trainingsbergwerk an und kümmert sich um das kulturelle Erbe des Bergbaus am Standort Recklinghausen. Seit 2022 ist das Trainingsbergwerk auch offizieller Trauort der Stadt Recklinghausen. Im selben Jahr verzeichnete man insgesamt 10.000 Besuche. Zudem diente das Trainingsbergwerk schon vielmals als Bühne und Kulisse für zahlreiche Film- und Fernsehproduktionen sowie verschiedene Kunst- und Werbeprojekte. Über die Website können verschiedene Führungen gebucht werden.